# Martina Basile
Martina Basile (Roma, 13 ottobre 2002) è un'ex ginnasta italiana, specializzata in trave e corpo libero.
È vicecampionessa italiana alla trave e al corpo libero nel 2017. Si allenava presso l’Accademia dell’Acqua Acetosa da Mauro Di Rienzo e Chiara Ferrazzi.

## Carriera sportiva

### 2015: Serie A, Trofeo città di Jesolo
Partecipa alla prima tappa di Serie A ad Ancona con la Ginnastica Romana, compete a volteggio (13,450), parallele (11,250), trave (12,500), corpo libero (12,850). Contribuisce così al decimo posto della squadra con Alice Bernardini, Bianca Toniolo e Annalisa Mastrangelo.
Nella seconda tappa di Serie A a Milano, arriva in ultima posizione con la sua squadra. Nella terza tappa a Firenze gareggia solo a parallele (10,900) e trave (13,300). Nella quarta e ultima tappa la squadra della Basile arriva nuovamente in ultima posizione ed è costretta alla retrocessione in A2.

### 2016: Serie A, Trofeo Città di Jesolo, Carpiano, Europei di Berna
Nel 2016 compete nuovamente in Serie A1, in prestito alla Olos Gym 2000, nella prima tappa a Rimini, con le compagne Beatrice Borghi, Giorgia Morera, Martina Granato e Benedetta Ciammarughi, arriva in decima posizione. Nella seconda tappa ad Ancona, si spingono fino all'ottava posizione e Martina svolge delle ottime prestazioni: volteggio 14,450, parallele 12.150, trave 13.750, corpo libero 13.850. Martina Basile e le sue compagne, riescono a migliorarsi ulteriormente nella terza tappa a Roma, arrivando in settima posizione pari merito con la Pro Lissone. Nella quarta e ultima tappa di Serie A1 la squadra arriva in nona posizione e riesce così a mantenersi in Serie A1.
Partecipa poi al Trofeo Città di Jesolo, per il 2016, non prevede gara a squadre nella categoria junior. Martina arriva dodicesima nell'all-around con 13,750 a volteggio, 12,500 a parallele, 13,800 a trave e 12,500 al corpo libero. Si qualifica così per le finali di specialità a volteggio e trave. Nella prima finale di specialità con 13,825 punti si ferma in quarta posizione dietro alla statunitense Jordan Chiles, alla connazionale Martina Maggio e alla canadese Jade Chrobok. Alla trave invece commette delle imprecisioni che con un punteggio di 12,600 la relegano in ottava posizione.
Partecipa poi ad un incontro internazionale amichevole pre-europeo a Carpiano che prevede la partecipazione della squadra juniores inglese, tedesca, e di ben due squadre italiane: il team "Italia A", di cui fa parte la Basile e oltre a lei comprende Sara Berardinelli, Francesca Noemi Linari, Martina Maggio, Maria Vittoria Cocciolo e Giulia Bencini, e il team "Italia B" che comprende Giorgia Villa, Elisa Iorio, Sydney Saturnino, Asia D'Amato, Caterina Cereghetti e Benedetta Ciammarughi. La Basile, svolge una buona gara e con 54,100 punti si classifica in quarta posizione dietro alla britannica Alice Kinsella e alle connazionali Giorgia Villa e Martina Maggio. La sua squadra inoltre vince la medaglia di bronzo.
A giugno dello stesso anno, fa parte della squadra italiana juniores impegnata ai XXXI Campionati europei di ginnastica artistica femminile a Berna, in Svizzera. La squadra si ferma ai piedi del podio, Martina svolge un buon volteggio (Yurchenko con un avvitamento e mezzo) che le frutta 14.233, delle buone parallele e un'ottima trave che fruttano rispettivamente 13.300 e 13.466 (punteggi più alti di squadra), e un corpo libero che con un'uscita di pedana nella prima diagonale, le frutta 13.033. Grazie a questi punteggi riesce a qualificarsi, per la finale all-around in sesta posizione, per quella a volteggio in quinta posizione e è terza riserva per la finale a parallele. Il 3 giugno compete nella finale all-around e vince la medaglia di bronzo con 54.266 punti, dietro alla russa Elena Eremina (54.550 punti) e alla svizzera Lynn Genhart (54.365 punti). Nella finale al volteggio vince la medaglia d'argento a pari merito con la ginnasta rumena Denisa Golgotă con il punteggio di 14.233, e dietro alla compagna di squadra Martina Maggio.

### 2017: Serie A, Trofeo Città di Jesolo, Giochi del Mediterraneo juniores, Campionati Gold, Assoluti
A febbraio 2017 gareggia, a Torino, al Campionato Italiano di serie A1 con la sua Olos Gym 2000 insieme a Lavinia Marongiu, Benedetta Ciammarughi, India Bandiera e Melissa Cavazza. La squadra si piazza in ottava posizione con 123.250 punti totali.
L'8 aprile 2017, è costretta a saltare la seconda tappa di Serie A, a Roma, per rappresentare l'Italia ai Giochi del Mediterraneo juniores a Guadalajara, in Spagna. La squadra Italiana formata da Martina Basile, Elisa Iorio e Alice D'Amato vince la medaglia d'oro con 107.350 punti, eseguendo dodici esercizi totali impeccabili. Nel concorso generale individuale, Martina vince la medaglia di bronzo con 52.350 punti, dietro ad Elisa Iorio (oro con 53.950 punti) e Alice D'Amato (argento con 53.000 punti). Il 7 Maggio 2017 compete nella terza prova del campionato italiano di Serie A1 ad Ancona e la sua squadra chiude la gara al nono posto con 125.250 punti.
Partecipa al Trofeo di Jesolo la squadra juniores "Italia 2" che comprende anche Benedetta Ciammarughi, Matilde De Tullio e Sydney Saturnino, la squadra si ferma ai piedi del podio.
Il 26 maggio 2017, a Torino, partecipa ai Campionati nazionali di categoria Gold dove vince la medaglia di bronzo con 49.000 punti nella categoria gold junior 3^ fascia dietro a Sydney Saturnino e Deborah Salmina. Nella stessa gara si qualifica per le finalità di specialità, aggiudicandosi il primo posto al volteggio, e ben due medaglie d'argento una alle parallele e una al corpo libero.
A Luglio 2017, viene scelta per far parte della squadra Italiana in un incontro internazionale in preparazione per il Festival olimpico della gioventù europea a Esslingen sul Neckar in Germania, insieme a Elisa Iorio (Panaro Modena), Alice e Asia D'Amato (Brixia) e Giulia Cotroneo (As. Gin. Civitavecchia). La squadra Italiana si posiziona al primo posto davanti alla Francia e alla Gran Bretagna.
Il 2 settembre 2017, gareggia a Perugia agli Assoluti di ginnastica artistica. Si classifica quarta nel concorso generale ottenendo 13.750 al volteggio, 12.500 alle parallele asimmetriche, 13.900 alla trave e 13.000 al corpo libero (inserendo una nuova difficoltà il doppio salto teso, che ha valore "F"), dietro a Elisa Iorio, Asia D'Amato e Alice D'Amato. Si qualifica per le finali alla trave e al corpo libero dove ottiene la medaglia d'argento in entrambi gli attrezzi con punteggio 13.250 (trave) e 13.100 (corpo libero).
Partecipa poi alla quarta e ultima tappa di Serie A ad Eboli, dove la sua squadra si classifica in nona posizione.

### 2018: Serie A, Trofeo città di Jesolo, Giochi del Mediterraneo, Campionati italiani assoluti, Europei di Glasgow, amichevole di Rüsselsheim, Mondiali di Doha.
Nel 2018 inizia la sua carriera da senior partecipando alla prima tappa di Serie A ad Arezzo, con la Olos Gym, dove aiuta la sua squadra a raggiungere la nona posizione.Successivamente viene selezionata per partecipare al trofeo di Jesolo e con le compagne di squadra Lara Mori, Desiree Carofiglio e Giada Grisetti, ottiene la medaglia di bronzo con 156.300, inoltre per la classifica individuale si piazza decima con 52.040 (migliore italiana), inoltre si qualifica in ottava posizione per la finale alla trave del giorno successivo, che poi termina in quinta posizione. Partecipa poi alla seconda tappa di Serie A dove svolge una buonissima trave che le frutta 13.450 (seconda miglior trave di giornata). La squadra si classifica in nona posizione. Partecipa infine alla terza tappa di serie A svolgendo buoni esercizi in tutti gli attrezzi.
Viene convocata per i Giochi del Mediterraneo Di Tarragona in Spagna, dove vince l'oro con la squadra che oltre a lei comprende Lara Mori, Caterina Cereghetti, Giada Grisetti, Martina Maggio e Francesca Noemi Linari.
Partecipa ai campionati assoluti di Riccione, dove arriva quinta nell'all-around alle spalle di Giorgia Villa, Elisa Iorio, Sara Ricciardi e Martina Maggio, entra in finale alla trave e al corpo libero, a causa di diverse imprecisioni finisce in ottava ed ultima posizione in entrambe le finali.
Viene convocata insieme a Caterina Cereghetti, Francesca Noemi Linari, Sofia Busato e Giada Grisetti, per gli europei di Glasgow, la Basile compete a volteggio trave e corpo libero, svolge una buona trave dove commette una caduta dalla ruota senza ma ottiene comunque 12,033, infatti ha eseguito una bellissima serie flic smezzato+flic unito+ salto teso, ma prontamente si riscatta al corpo libero dove svolge delle ottime diagonale: doppio teso stoppato, tabac stoppato, due avvitementi e mezzo+ salto avanti e doppio carpio, ottiene 13.100 ed accede con il settimo punteggio alla finale al corpo libero. La squadra italiana arriva in nona posizione, per pochissimo non accede quindi alla finale, ma nella giornata successiva, viene comunicato che il Belgio non prende parte alla finale a squadre, l'Italia accede quindi alla finale del sabato, dove Martina compete a volteggio (13,500), alla trave (12,566) e al corpo libero (13,166). Partecipa poi alla finale di specialità della domenica dove con un punteggio di 13,166 termina la finale in quinta posizione.
Partecipa poi ad un incontro amichevole a Russelsheim in Germania, insieme alle sue compagne convocate per i Campionati Mondiali di Doha (Caterina Cereghetti, Sara Ricciardi, Irene Lanza, Martina Rizzelli e Lara Mori). La squadra italiana con 156.550 si classifica in seconda posizione dietro alla Germania, Martina è la miglior all-arounder italiana e complessivamente si classifica in seconda posizione dietro alla tedesca Kim Bui.
Partecipe poi ai campionati mondiali di Doha in Qtar, dove, esegue un ottimo corpo libero (13,233), cade invece alla trave nella serie indietro (12,233), e gareggia anche al volteggio portando in gara un avvitamento e mezzo (13,833). La squadra si classifica in dodicesima posizione con 156.830 punti.

### 2019: Serie A, Trofeo Città di Jesolo
Il 24 febbraio 2019 compete nella prima tappa di Serie A dell'anno, a Busto Arsizio, con la sua squadra Olos Gym 2000 di cui è il capitano. Insieme alle sue compagne India Bandiera, Melissa Cavazza, Maria Giovanna Dragos e Sonia Palmisano riesce ad imporsi al quinto posto con 146,450 punti. Individualmente compete su tutti e quattro gli attrezzi: volteggio (14.000), parallele asimmetriche (12.300), trave (12.400) e corpo libero (12.800).
Viene scelta come individualista della nazionale italiana nella gara Trofeo Città di Jesolo 2019, dove compete solo su tre attrezzi.
Partecipa poi alla seconda tappa di Serie A1 a Padova dove raggiunge la nona posizione con la squadra.
Annuncia sul suo profilo instagram il ritiro dall'attività agonistica.